# Ок-Гроув (Алабама)
Ок-Гроув (англ. Oak Grove) — місто (англ. town) в США, в окрузі Талладіга штату Алабама. Населення — 564 особи (2020).

## Географія
Ок-Гроув розташований за координатами 33°11′24″ пн. ш. 86°18′12″ зх. д. / 33.19000° пн. ш. 86.30333° зх. д. (33.190033, -86.303338).  За даними Бюро перепису населення США в 2010 році місто мало площу 4,61 км², з яких 4,60 км² — суходіл та 0,01 км² — водойми.

## Демографія
Згідно з переписом 2010 року, у місті мешкало 528 осіб у 229 домогосподарствах у складі 153 родин. Густота населення становила 115 осіб/км².  Було 279 помешкань (61/км²).
Расовий склад населення:
| - 91,3 % — білих - 7,0 % — чорних або афроамериканців - 0,8 % — азіатів |

До двох чи більше рас належало 0,2 %. Частка іспаномовних становила 1,1 % від усіх жителів.
За віковим діапазоном населення розподілялося таким чином: 17,8 % — особи молодші 18 років, 63,8 % — особи у віці 18—64 років, 18,4 % — особи у віці 65 років та старші. Медіана віку мешканця становила 45,2 року. На 100 осіб жіночої статі у місті припадало 105,4 чоловіків;  на 100 жінок у віці від 18 років та старших — 96,4 чоловіків також старших 18 років.
Середній дохід на одне домашнє господарство  становив 47 839 доларів США (медіана — 40 972), а середній дохід на одну сім'ю — 56 935 доларів (медіана — 47 361). За межею бідності перебувало 13,1 % осіб, у тому числі 17,9 % дітей у віці до 18 років та 9,9 % осіб у віці 65 років та старших.
Цивільне працевлаштоване населення становило 232 особи. Основні галузі зайнятості: освіта, охорона здоров'я та соціальна допомога — 20,3 %, роздрібна торгівля — 19,4 %, виробництво — 11,2 %, будівництво — 11,2 %.